# Olivera Jevtić

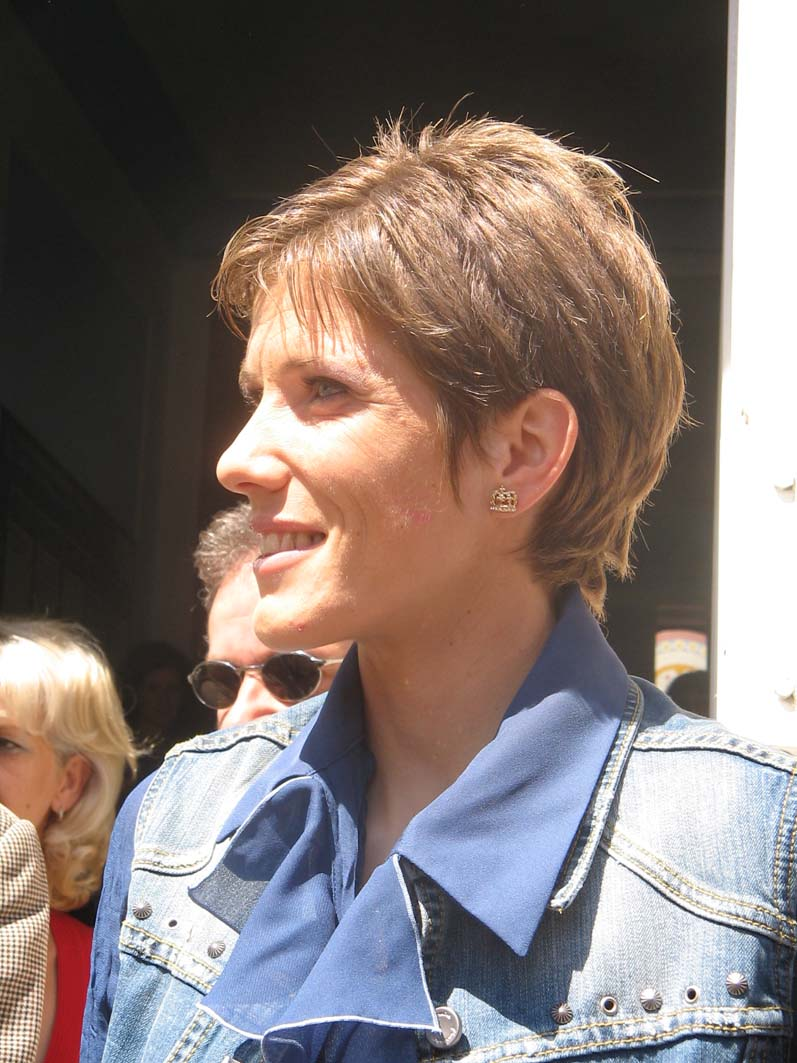
Olivera Jevtić bei den Europameisterschaften 2006 in Göteborg

Olivera Jevtić (serbisch-kyrillisch Оливера Јевтић; * 24. Juli 1977 in Titovo Užice, Jugoslawien) ist eine serbische Langstreckenläuferin.

## Leben
Die Vize-Juniorenweltmeisterin im 5000-Meter-Lauf von 1996 nahm im Jahr darauf an den Weltmeisterschaften in Athen teil, schied aber sowohl über 5000 m wie auch über 10.000 m im Vorlauf aus.
Wesentlich besser lief es für sie bei den Leichtathletik-Europameisterschaften 1998 in Budapest: Dort wurde sie über beide Strecken Vierte. Auch bei den Halbmarathon-Weltmeisterschaften in Uster belegte sie in diesem Jahr den vierten Platz.
Über 10.000 m wurde sie Zehnte bei den Weltmeisterschaften 1999 in Sevilla. Bei den Olympischen Spielen 2000 in Sydney wurde sie mit dem aktuellen serbischen Rekord von 31:29,65 min Elfte; über 5000 m schied trotz eines weiteren nationalen Rekords von 15:11,25 min aus.
Wiederum über 10.000 m wurde sie Zwölfte bei den Weltmeisterschaften 2001 in Edmonton und Sechste bei den Europameisterschaften 2002 in München. Auch bei den Halbmarathon-Weltmeisterschaften war sie recht erfolgreich: Einem siebten Platz 2001 in Bristol folgte ein sechster 2002 in Brüssel.
Ebenfalls 2002 gab sie ihr Debüt auf der Marathonstrecke. Sie lief beim New-York-City-Marathon als Dritte ein, wurde jedoch wegen eines positiven Ephedrin-Befundes disqualifiziert und verwarnt.
Im Frühjahr 2003 siegte sie beim Rotterdam-Marathon und stellte dabei mit 2:25:23 h den aktuellen serbischen Rekord auf. Beim Marathon der Weltmeisterschaften in Paris/Saint-Denis wurde sie Achte.
Einem dritten Platz beim Boston-Marathon 2004 folgte ein sechster bei den Olympischen Spielen in Athen. Im selben Jahr feierte sie ihren ersten von bislang vier Siegen beim Vidovdan-Lauf.
2006 wurde sie Siebte in Boston und gewann die Silbermedaille bei den Europameisterschaften in Göteborg. Beim Tokyo International Women’s Marathon wurde sie Vierte.
2007 gewann sie den Belgrad-Marathon. Im Jahr darauf startete sie beim Marathon der Olympischen Spiele in Peking, erreichte jedoch nicht das Ziel. 2008 und 2009 gewann sie den Podgorica-Marathon.
Olivera Jevtić ist 1,74 Meter groß und wiegt 52 kg. 

## Persönliche Bestzeiten
- 3000 m: 8:59,21 min, 28. Juni 1998, Belgrad
- 5000 m: 15:11,25 min,	22. September 2000, Sydney (serbischer Rekord)
- 10.000 m: 31:29,65 min, 30. September 2000, Sydney (serbischer Rekord)
- 10-km-Straßenlauf: 31:31 min, 14. Oktober 2001, Budapest (serbischer Rekord)
- Halbmarathon: 1:09:18 h, 31. März 2002, Novi Sad (serbischer Rekord)
- Marathon: 2:25:23 h, 13. April 2003, Rotterdam (serbischer Rekord)